# (5894) Telč
(5894) Telč ist ein Asteroid des Hauptgürtels, der am 14. September 1982 vom tschechischen Astronomen Antonín Mrkos am Kleť-Observatorium (IAU-Code 046) bei Český Krumlov in Tschechien entdeckt wurde.
Benannt wurde er am 23. November 1999 nach der 1207 erstmals erwähnten Stadt Telč, die am Fuß der Böhmisch-Mährischen Höhe gelegen ist und deren historische Innenstadt seit 1992 zum Weltkulturerbe der UNESCO gehört und in die Liste des UNESCO-Welterbes aufgenommen wurde.